# Grand-rabbin de France

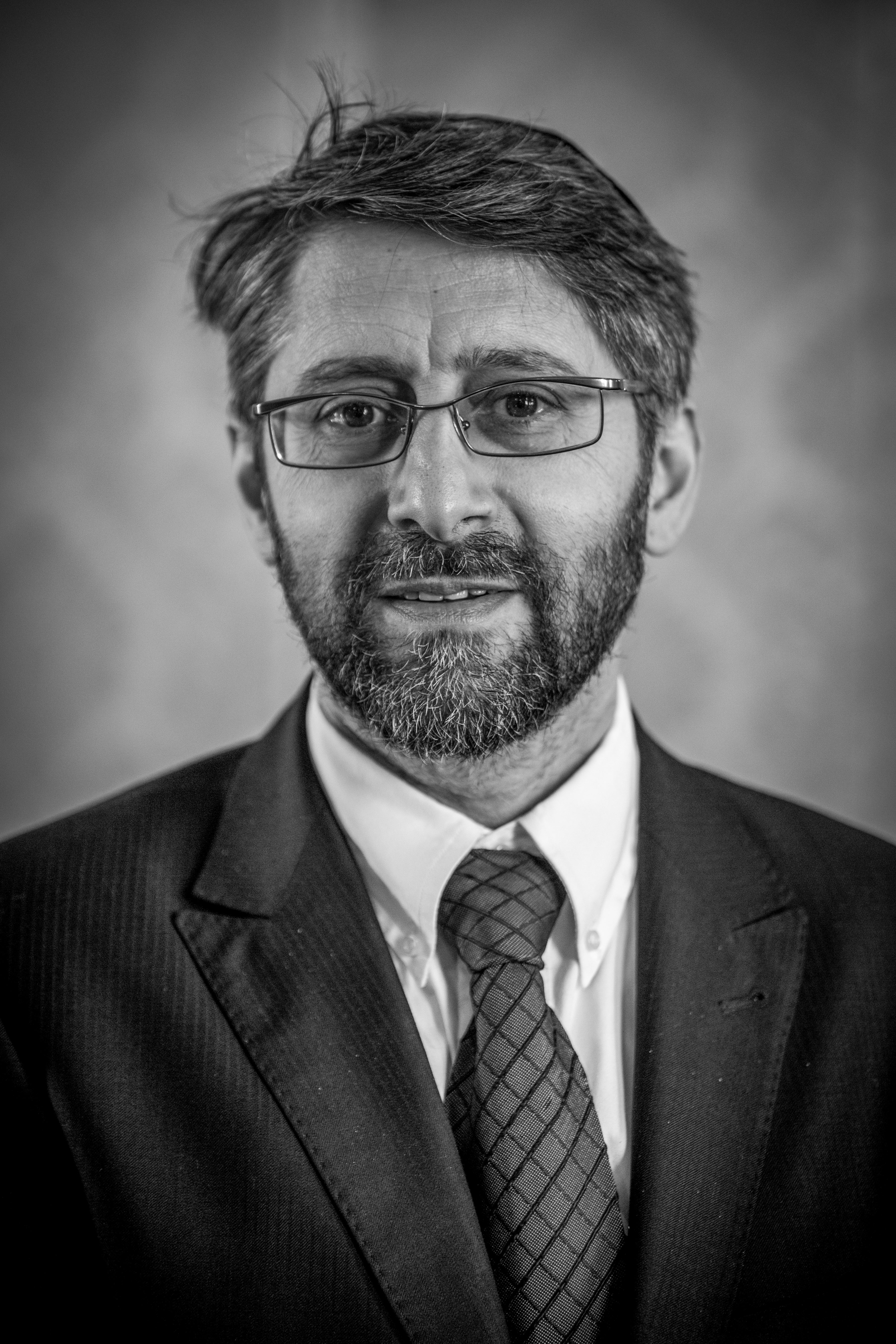
Haïm Korsia, grand-rabbin de France depuis le 22 juin 2014.

Le grand-rabbin de France est la plus haute personnalité religieuse de la communauté juive française.
À ce titre, le grand-rabbin a une autorité morale sur l'ensemble des rabbins français, de même que celui de Paris dans la région parisienne, et ensemble ils représentent le culte juif vis-à-vis des autorités.

## Fonctions
Le grand-rabbin de France est investi par le Consistoire central israélite de France des plus grands pouvoirs en matière religieuse et peut officier et prêcher dans toutes les synagogues membres du Consistoire.

## Histoire
Lors de l'institution en 1808 du Consistoire central israélite de France, il est prévu trois grands-rabbins de France, le premier, le deuxième et le troisième grand-rabbin, lesquels sont des fonctionnaires nommés par un décret pris en Conseil d'État, sur proposition du Consistoire qui procède à leur élection. Napoléon Ier nomme David Sintzheim, alors président du Grand Sanhédrin, comme premier grand-rabbin du Consistoire central, avec Abraham Vita de Cologna et Emmanuel Deutz, respectivement deuxième et troisième grand-rabbin.
À partir de 1980, le grand-rabbin de France n'est plus élu que pour 7 ans.

## Liste des grands-rabbins de France
| Dates       | Nom                                  | Commentaire                                  |
| ----------- | ------------------------------------ | -------------------------------------------- |
| 1808–1812   | David Sintzheim                      | Premier grand-rabbin                         |
| 1808–1826   | Abraham Vita de Cologna              | Deuxième grand-rabbin, puis premier en 1812  |
| 1810–1842   | Emmanuel Deutz                       | Troisième grand-rabbin, puis premier en 1826 |
| 1842–1846   | Fonction vacante                     |                                              |
| 1846–1852   | Marchand Ennery                      |                                              |
| 1853–1865   | Salomon Ulmann                       |                                              |
| 1866–1888   | Lazare Isidor                        |                                              |
| 1889–1905   | Zadoc Kahn                           |                                              |
| 1907–1919   | Alfred Lévy                          |                                              |
| 1920–1939   | Israël Lévi                          |                                              |
| 1939–1952   | Isaïe Schwartz                       |                                              |
| 1952–1955   | Jacob Kaplan et Henri Schilli        | Par intérim                                  |
| 1955–1980   | Jacob Kaplan                         |                                              |
| 1981–1987   | René-Samuel Sirat                    | Premier grand-rabbin de France séfarade.     |
| 1988–2008   | Joseph Sitruk                        | Réélu à deux reprises.                       |
| 2009–2013   | Gilles Bernheim                      | Démissionnaire                               |
| 2013–2014   | Michel Gugenheim et Olivier Kaufmann | Par intérim                                  |
| Depuis 2014 | Haïm Korsia                          |                                              |